# You’re Not Alone
A You're Not Alone (magyarul: Nem vagy egyedül) az angol–walesi Joe & Jake dala és első kislemeze, mellyel az Egyesült Királyságot képviselte a 2016-os Eurovíziós Dalfesztiválon, Stockholmban. A dal a BBC által szervezett nemzeti döntőben nyerte el az eurovíziós indulás jogát 2016. február 26-án.
A dal hivatalosan 2016. március 11-től tölthető le, de már korábban 2016. február 26-tól meghallgatható volt.

## Eurovíziós Dalfesztivál
Mivel az Egyesült Királyság tagja az automatikusan döntős Öt Nagy országának, ezért a dalt az Eurovíziós Dalfesztiválon a május 14-én rendezett döntőben adták elő, de előtte az első elődöntő zsűris főpróbáján is hallható volt. Fellépési sorrendben tizenkilencedikként léptek fel, az Ausztriát képviselő Zoë Loin d’ici című dala után és az Örményországot képviselő Iveta Mukuchyan LoveWave című dala előtt. A szavazás során a zsűri szavazáson összesítésben a tizenhetedik helyen végeztek 54 ponttal (Máltától maximális pontszámot kaptak), míg a nézői szavazáson a huszonötödik, utolsó előtti helyen végeztek 8 ponttal, így összesítésben 62 ponttal a verseny huszonnegyedik helyezettjei lettek.
A következő brit induló Lucie Jones Never Give Up on You című dala volt a 2017-es Eurovíziós Dalfesztiválon.